# Marganana mexicana
Marganana mexicana är en insektsart som beskrevs av Delong och Freytag 1963. Marganana mexicana ingår i släktet Marganana och familjen dvärgstritar. Inga underarter finns listade i Catalogue of Life.